# Кримчаки
Кримчаки́ (кримчацька кърымчахлар, однина — кърымчах) — окрема етнолінгвістична спільнота єврейського населення, котрі говорять кримськотатарською мовою. Переважно мешкають на території Криму і є корінним народом України.

## Походження
Вчений-антрополог В. Д. Дяченко в книзі «Антропологічний склад українського народу» пише: «Етногенез кримчаків не з'ясований. Сформувалися вони, очевидно, на базі місцевого населення, яке прийняло юдейську релігію, з пізнішим змішанням, ймовірно, хозарського, єврейського, італійського та частиною татарського (вірніше тюркського) елемента …»
Самі кримчаки стверджують, що належать до самостійної народності.
Вперше у офіційних документах етнонім «кримчак» (кримчац.: кърымчах) з'явилось в XIX столітті. До 1917 року в документах Російської імперії їх називали «євреї-кримчаки». Аналіз кримчацьких прізвищ доводить наявність тюркських, ашкеназьких і сефардських елементів.

## Історія

Пропозиція для прапору кримчаків.

Кримчаки сформувалися на території Таврії у 1-му тис. н. е. ст. н. е., з нащадків частини населення Хозарського каганату, навернені наприкінці 1 ст. в юдаїзм єврейськими місіонерами, які прибули в Крим після падіння Єрусалиму. 
Кримчаки зберегли рукописний молитовник з датою написання або придбання — 847 р. У 1930 р. він був переданий науковому співробітникові Азіатського музею АН СРСР у Ленінграді В. Л. Дашевському. Цей рукопис з біблійним квадратним шрифтом на спеціально виробленій телячій шкірі з одною дерев'яною кришкою був найдавнішим рукописним пам'ятником, що зберігався в СРСР. Молитовник знаходиться в Інституті східних рукописів РАН у Санкт-Петербурзі.
Їх основними заняттями були: садівництво, ремесла — шапкарство, гарбарство.
У 1989 р. було створено культурно-просвітницьке товариство кримчаків «К'римчахлар» з метою відродження національної культури народу, що зникає 1990 року товариство «К'римчахлар» видало книга про кримчацьку кухню, в якій зібрані традиційні та сучасні рецепти. 

## Мова
Кримчацька мова близька до кримськотатарської (відрізняється від кримськотатарської та караїмської своїми лексичними і фонетичними особливостями) й належить до тюркських мов. Кримчацьку мову іноді вважають етнолектом кримськотатарської через незначну різницю в лексиці та граматиці обох мов. Нині кримчацькою мовою володіють лише люди похилого віку, решта рідною вважає переважно російську мову.

## Демографія та територія розселення

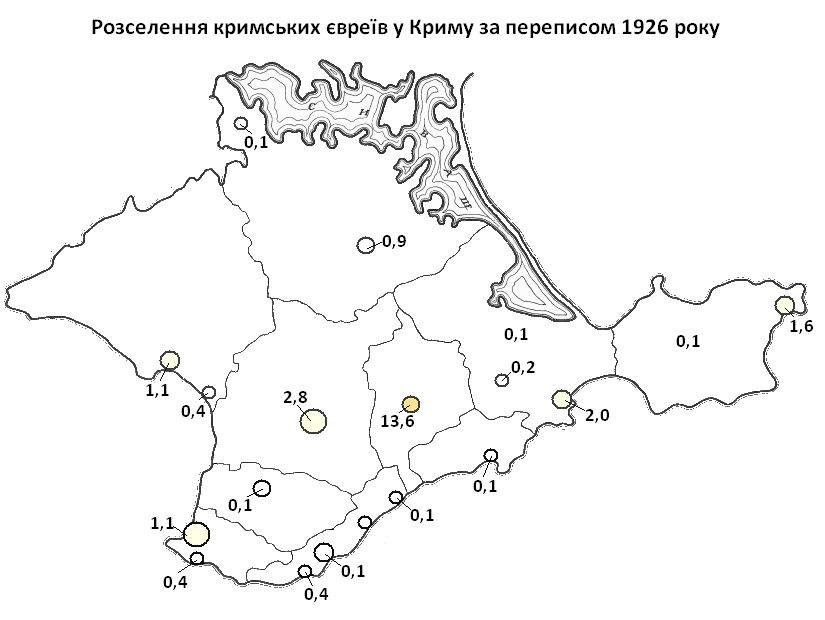
Розселення кримчаків у Криму за переписом 1926 р.,%

Перепис 1897 зафіксував 3345 кримчаків. За переписом населення 1926 року їх чисельність — 6000.
Перед Другою світовою війною в Криму мешкало їх приблизно 6 тис. Після захоплення півострова німцями все кримчацьке населення Криму було розстріляне восени 1941 року разом з іншими євреями, які на той час мешкали в Криму. Лише близько 700-750 кримчакам вдалося пережити геноцид у Криму. Після Другої світової війни живими лишилися лише чоловіки, які воювали на фронті, та родини, які встигли евакуюватися. У травні/червні 1944 року частину кримчаків спіткала доля кримських татар, кримських вірмен, кримських греків, кримських болгар та кримських італійців, яких було депортовано з Криму через нібито співпрацю з німцями.
За переписом населення 2001 року, в Україні мешкало 406 кримчаків. Загальна чисельність — приблизно 1,5 тис. осіб, з них приблизно 500 осіб — у Криму, 157 осіб — у Росії. Точна кількість кримчаків у США й Ізраїлі невідома, на початок 1950-х років в Ізраїлі їх мешкало приблизно 1000 осіб, більшість пізніше асимілювалася з іншими єврейськими групами. Остання кримчацька синагога в Тель-Авіві була закрита 1981 року.
Згідно з камеральним описом Криму 1783 року, кримчаки компактно мешкали у Карасубазарі, а також у Кафі (Феодосії), Мангупі (середньовічне городище в південно-західній частині Криму), Ескі-Киримі (Старому Кримі), Бахчисараї і окремими родинами в містах Темрюк і Тамань.
У 1920-1930 роки, через голод та періодичні погроми, частина кримчаків емігрувала в Палестину та США. У 1990-х роках кілька десятків сімей кримчаків переселилися в Ізраїль, оскільки сповідують юдаїзм і мають право на репатріацію, і згідно з ізраїльським «Законом про повернення» є частиною єврейського народу. 

### Кримчаки в Україні
За переписом населення 2001 року в Україні мешкало 406 кримчаків. Розселені вони були переважно у Криму, невелика кількість також розсіяна по більшості регіонів України.
- Крим — 204
- Севастополь — 76
- Запорізька область — 35
- Одеська область — 28
- Дніпропетровська область — 16
- Київ — 15
- Київська область — 9
- Херсонська область — 4
- Донецька область — 3
- Харківська область — 3
- Вінницька область — 2
- Львівська область — 2
- Черкаська область — 2
- Житомирська область — 1
- Івано-Франківська область — 1
- Сумська область — 1
- Тернопільська область — 1
- Хмельницька область — 1

Перепис не зафіксував жодного кримчака у Волинській, Закарпатській, Кіровоградській, Миколаївській, Полтавській, Рівненській, Чернівецькій та Чернігівській областях

## Традиційне вбрання
Чоловічий костюм складався з вузьких штанів, чобіт з м'якої шкіри і довгого каптана, підперезаного поясом — широким ременем, на якому висів невеликий татарський ніж.  Жінки теж носили каптани, а на ногах — туфельки з загнутими носками — папучі. Дуже різноманітні були жіночі прикраси: сережки, каблучки, персні, нагрудні намиста з золотих і срібних монет, срібний або позолочений пояс. Одяг дітей був подібним батьківському. Правда, головним убором дівчат була феска — циліндрична шапочка, розшита срібними і золотими нитками і дрібними монетами. З-під фески на плечі спадали безліч заплетених кісок.

## Відомі кримчаки
- Колпакчи Володимир Якович — радянський воєначальник, генерал армії, Герой Радянського Союзу
- Логвинський Георгій Володимирович — народний депутат України, Віце-Президент Парламентської асамблеї Ради Європи (2017—2018), Заслужений юрист України, адвокат, правозахисник.
- Давид Ребі
- Ральф Бакши
- Сельвінський Ілля Львович — поет
- Чапічев Яків Єгудович — Герой Радянського Союзу